# Котарбинский, Вильгельм Александрович
Вильгельм (Василий) Александрович Котарбинский (Вильгельм Котарбиньский; пол. Wilhelm Kotarbiński; 30 ноября 1848 — 4 сентября 1921) — русский и польский художник, представитель стиля «модерн», живописец исторического и фантастического жанров. Двоюродный брат художника Милоша Котарбинского и театрального деятеля и литератора Юзефа Котарбинского.
Котарбинский создавал картины, сепии и графику на мифологические и библейские темы, портреты, фантастические композиции. Если живопись Котарбинского вызывала критику, то его сепии получили настоящее признание. Художниками, повлиявшими на Котарбинского, были Ганс Макарт, Виктор Васнецов, Генрик Семирадский, Мариано Фортуни, Михаил Врубель. Котарбинский — автор ряда крупных станковых полотен («Смерть Мессалины», «Оргия», «Битва кентавров с амазонками» и др.). Большая его картина «Римская оргия» в конце XIX века была приобретена Музеем императора Александра III (ныне Государственный Русский музей).

## Биография
Родился в cеле Неборов Варшавской губернии. Учился в 1866—1869 годах в варшавских Классах рисунка, которые на момент его выпуска возглавлял Циприан Лахницкий. В 1871 году, получив стипендию в 200 серебряных рублей от Общества поощрения изящных искусств в Варшаве (Towarzystwo Zachęty Sztuk Pięknych) поступил слушателем в Академии Св. Луки в Риме, где получил серебряную медаль и звание «Первого римского рисовальщика».
Жил и работал в Риме с 1871 по 1886 год. С 1877 года постоянно участвовал в выставках варшавского Общества поощрения изящных искусств. В ранний «римский» период на выставках были представлены работы «Воскрешение сына вдовы», «Возвращение с Голгофы», «Libelle», «Гондола» и другие, которые сделали Котарбинского постоянным героем репортажей с выставок и известной персоной. С картиной «Ecce Homo» в январе 1883 году художник принял участие в открытии Выставочного дворца в Риме, где его работа висела рядом с картиной «Прусская дань» Яна Матейко. О работах Котарбинского оставили рецензии Генрик Сенкевич и Элигиуш Невядомский.
В 1885 году, по приглашению профессора Адриана Прахова, который руководил работами по украшению собора Святого Владимира в Киеве, Котарбинский вошел в состав «артели соборян» — коллектив художников, включавший В. М. Васнецова, М. В. Нестерова, П. А. Сведомского и А. А. Сведомского. С последними Котарбинский был дружен с 1875 года, еще по «римскому» периоду.
Внутренние работы в соборе продолжались до 1896 года. Котарбинский создал ряд композиций, среди них «Преображение Господне» и написанные совместно с П. Сведомским «Дни Творения», «Тайная Вечеря», «Въезд Господень в Иерусалим», «Суд Пилата». Самостоятельно, по его собственному признанию были написаны «Голгофа» и «Воскрешение Лазаря».
В Киеве художник выполнил ряд заказов, в частности, для дома украинского мецената Н. А. Терещенко на Бибиковском бульваре (ныне Национальный музей Тараса Шевченко на бульваре Тараса Шевченко), и создал 13 панно для дома В. Н. Ханенко на Алексеевской улице (ныне Музей искусств им. Богдана и Варвары Ханенко на ул. Терещенковской).
Росписи во Владимирском соборе выдвинули имя Вильгельма Котарбинского в число самых известных художников Российской империи. Он был награждён орденом Станислава 2-й степени, а в 1905 году Петербургская академия художеств «за известность на художественном поприще признает и почитает В. А. Котарбинского своим академиком». Неоднократно участвовал в выставках в Варшаве, Киеве, Петербурге.
В 1898 году вокруг его имени, как и вокруг других «академиков», разгорелся скандал между И. Е. Репиным и авторами журнала «Мир искусства»: в одном из номеров прозвучало предложение вынести некоторые картины (в числе прочих и «Оргию» Котарбинского) из Музея Императора Александра III (сейчас Государственный Русский музей). Репин ответил резкой статьёй «По адресу „Мира искусства“» и после полемики с редактором журнала С. П. Дягилевым порвал с «мирискусниками».
В 1905 году издательство «Рассвет» выпустило серию открыток с картинами Котарбинского. Открытки получили настолько широкую популярность, что серии дополнялись и переиздавались. В итоге художник даже пошел на необычный шаг — нотариально подтвердил легитимность изображений (Архивная копия от 26 декабря 2021 на Wayback Machine)
Последняя крупная выставка работ Котарбинского состоялась в 1907 году. После этого и в Варшаве, и в Киеве художник участвовал лишь несколько раз и выставлял одну-две работы.
С началом Первой мировой войны Котарбинский в очередной раз приезжает в Киев и больше не покидает этот город.
В апреле 1919 года, когда художник жил в гостинице «Прага» в Киеве, из имения в Кальске (Минская губерния), во время одной из «экспедиций» Наркомпросвета БССР были национализированы и вывезены 282 картины Котарбинского для создания Областного музея в Минске.
В декабре 1919 года Котарбинский переселился к Праховым — дочери и вдове профессора, Эмилии Праховой, с которой поддерживал дружеские отношения. Скончался 4 сентября 1921 года. Похоронен на киевском Байковом кладбище на 1-м польском участке новой части кладбища; могила — слева от аллеи.

## Личная жизнь
По воспоминаниям Н. Прахова (сына профессора Адриана Прахова), Вильгельм Котарбинский был женат на своей «кузине».
В новейших исследованиях называется имя Екатерины Пудловской (Коженевской) — дочери Юзефа Коженевского. У матерей Вильгельма и Катерины одинаковые фамилии — Вейсфлог (вероятно, матери супругов были кузинами, а Котарбинский и Екатерина — троюродными братом и сестрой). Кроме того, Екатерина была владелицей имения Кальск в Минской губернии, где Котарбинский поселился сразу после женитьбы. Имение Кальск оставалось постоянным местом жительства художника до начала Первой мировой войны.
Котарбинский дружил с Г. И. Семирадским во время жизни в Риме. Его связывали близкие дружеские отношения с В. М. Васнецовым, братьями Сведомскими, семьёй Праховых.
Увлекался игрой в шахматы.

## Галерея
- Вечерняя тишина
- Могила самоубийцы
- Роса
- Стрельба из лука